# Protagora (nome)
Protagora  è un nome proprio di persona italiano maschile.

## Varianti
- Bulgaro: Протагор (Protagor)
- Catalano: Protàgores
- Greco antico: Πρωταγόρας (Prōtagóras)
- Latino: Protagoras[1]
- Portoghese: Protágoras
- Russo: Протагор (Protagor)
- Spagnolo: Protágoras
- Ucraino: Протагор (Protahor)
- Ungherese: Prótagorasz

## Origine e diffusione
Nome di scarsissima diffusione, noto principalmente per essere stato portato dal filosofo greco Protagora.
Deriva dal greco Πρωταγόρας (Prōtagóras), composto dai termini πρῶτος (protos, "primo", "migliore", da cui Protasio) e ἀγορά (agorà, "assemblea pubblica", "adunanza", "piazza", da cui anche Anassagora, Atenagora e Pitagora); il significato complessivo può essere interpretato come "che primeggia in pubblico", "che primeggia nel discutere", "primo fra i dicitori".

## Onomastico
Il nome è adespota, non essendovi santi che lo abbiano portato. L'onomastico può essere festeggiato il 1º novembre, per la festa di Ognissanti.

## Persone
- Protagora, filosofo greco antico